# Holobomolochus glyphisodontus
Holobomolochus glyphisodontus är en kräftdjursart som först beskrevs av Henrik Nikolai Krøyer 1863.  Holobomolochus glyphisodontus ingår i släktet Holobomolochus och familjen Bomolochidae. Inga underarter finns listade i Catalogue of Life.